# Adolf Medvešek
Adolf Medvešek, slovenski zdravnik, generalmajor sanitetne službe Jugoslovanske ljudske armade, * 8. februar 1911, Novo mesto, † 4. april 1987, Ljubljana. 
Medicino je študiral v Ljubljani, Zagrebu in Beogradu. Po diplomi leta 1941 se je zaposlil v bolnišnici v Novem mestu. V narodnoosvobodilno borbo se je vključil pozno pomladi 1941, leto pozneje je odšel v partizane, bil v Dolenjskem in
Krškem odredu, Gubčevi brigadi ter 15. diviziji. Po osvoboditvi je bil kot generalmajor, med drugim tudi upravnik Vojaške bolnišnice v Ljubljani. Leta 1955 je na Vojaškomedicinski fakulteti JLA v Beogradu končal specializacijo iz
radiologije. Za udeležbo v narodnoosvobodilni borbi je prejel partizansko spomenico 1941.